# 2767 Такеноті
2767 Такеноті (2767 Takenouchi) — астероїд головного поясу, відкритий 30 жовтня 1967 року чехословацьким астрономом Любошем Когоутеком. Названий першовідкривачем на честь японського астронома Тадео Такеноті (яп. たけのうち(竹内).
Тіссеранів параметр щодо Юпітера — 3,213.